# Pray (浜崎あゆみの曲)
「Pray」（プレイ）は、浜崎あゆみのデジタル・ダウンロードシングル。

## 解説
シングルとしては、「Feel the love/Merry-go-round」以来、約1ヶ月ぶりとなり、デジタルシングルとしては、2012年の「how beautiful you are」以来約2年半ぶりとなる。
2月8日公開のアニメ映画『BUDDHA2 手塚治虫のブッダ -終わりなき旅-』の主題歌として書き下ろされたもの。なお、アニメ映画として起用されるのは、2001年公開の『犬夜叉 時代を越える想い』で担当した「no more words」以来およそ、12年ぶりである。
浜崎は本作についてバークスにて以下のように語っている。
今回のお話を頂くまで原作を読んだことがなかったので、原作全巻と台本を読ませて頂いてから作詞をしました。その独特の世界観に惹き込まれ、一気に最後まで読み切りました。私なりの歌で表現させて頂いたので、映画をご覧になる皆さんにも気に入って頂けるとうれしいです。—浜崎あゆみ

## 収録曲
1. Pray [6:19]
作詞：ayumi hamasaki / 作曲：Kunio Tago / 編曲：Yuta Nakano
映画「BUDDHA2 手塚治虫のブッダ -終わりなき旅-」主題歌

## 収録アルバム
- 『Colours』
- 『ANIME & GAME SELECTION』